# Plagiognathus monardellae
Plagiognathus monardellae är en insektsart som beskrevs av Schuh 2001. Plagiognathus monardellae ingår i släktet Plagiognathus och familjen ängsskinnbaggar. Inga underarter finns listade i Catalogue of Life.